# Нут (програм)
Нут је нутрициони софтвер који бележи шта једете и анализу вашег оброка кроз нутрициону композицију. База података укључује Базу података хранљивих састојака за препоруку стандарда Одељења за пољопривреду САД (USDA Nutrient Database for Standard Reference), издање 16-1, која садржи 6.661 хранљиви производ и 125 нутриента. Ова база података садржи вредности за витамине, минерале, масти, протеине, угљене хидрате итд., а укључује и основне незасићене масти, омегу-3 и омегу-4. Хранљива вредност је изражена као проценат у односу на сродни стандард за означавање хранљиве вредности у САД, дневну вредност, али се у потпуности може прилагодити. Храна може бити додата из менија, а хранљива вредност може бити графички представљена. Програм је у потпуности реализован у менијима, па нема наредби за учење.